# Grevillea diversifolia
Grevillea diversifolia är en tvåhjärtbladig växtart. Grevillea diversifolia ingår i släktet Grevillea och familjen Proteaceae.

## Underarter
Arten delas in i följande underarter:
- G. d. diversifolia
- G. d. subtersericata